# Long John Silver
Long John Silver – to ostatni album studyjny zespołu rockowego Jefferson Airplane, aż do 1989 roku. Został nagrany w 1972 r.

## Lista utworów
| #  | Tytuł                    | Czas |
| -- | ------------------------ | ---- |
| 1. | "Long John Silver"       | 4:22 |
| 2. | "Aerie "                 | 3:53 |
| 3. | "Twilight Double Leader" | 4:42 |
| 4. | "Milk Train"             | 3:18 |
| 5. | "The Son of Jesus"       | 5:27 |
| 6. | "Easter?"                | 4:00 |
| 7. | "Trial by Fire"          | 4:31 |
| 8. | "Alexander the Medium"   | 6:38 |
| 9. | "Eat Starch Mom"         | 4:34 |

## Twórcy
- Grace Slick - Pianino / Wokal
- Jack Casady - gitara basowa
- Paul Kantner - gitara rytmiczna / Wolkal
- Jorma Kaukonen - gitara solowa / Wolkal
- Papa John Creach - skrzypce
- John (Goatee) Barbata - bębny / Tambourine / "Against the Grain Stubble Scraping"
- Joey Covington - bębny w "Twilight Double Leader" oraz "The Son of Jesus"
- Sammy Piazza - gitara w "Trial by Fire"